# Lipotactinae
Lipotactinae es una subfamilia de insectos ortópteros de la familia Tettigoniidae.

## Géneros
Según Orthoptera Species File (28 mars 2010):
- Lipotactes Brunner von Wattenwyl, 1898
- Mortoniellus Griffini, 1909